# Park stanowy Apple River Canyon

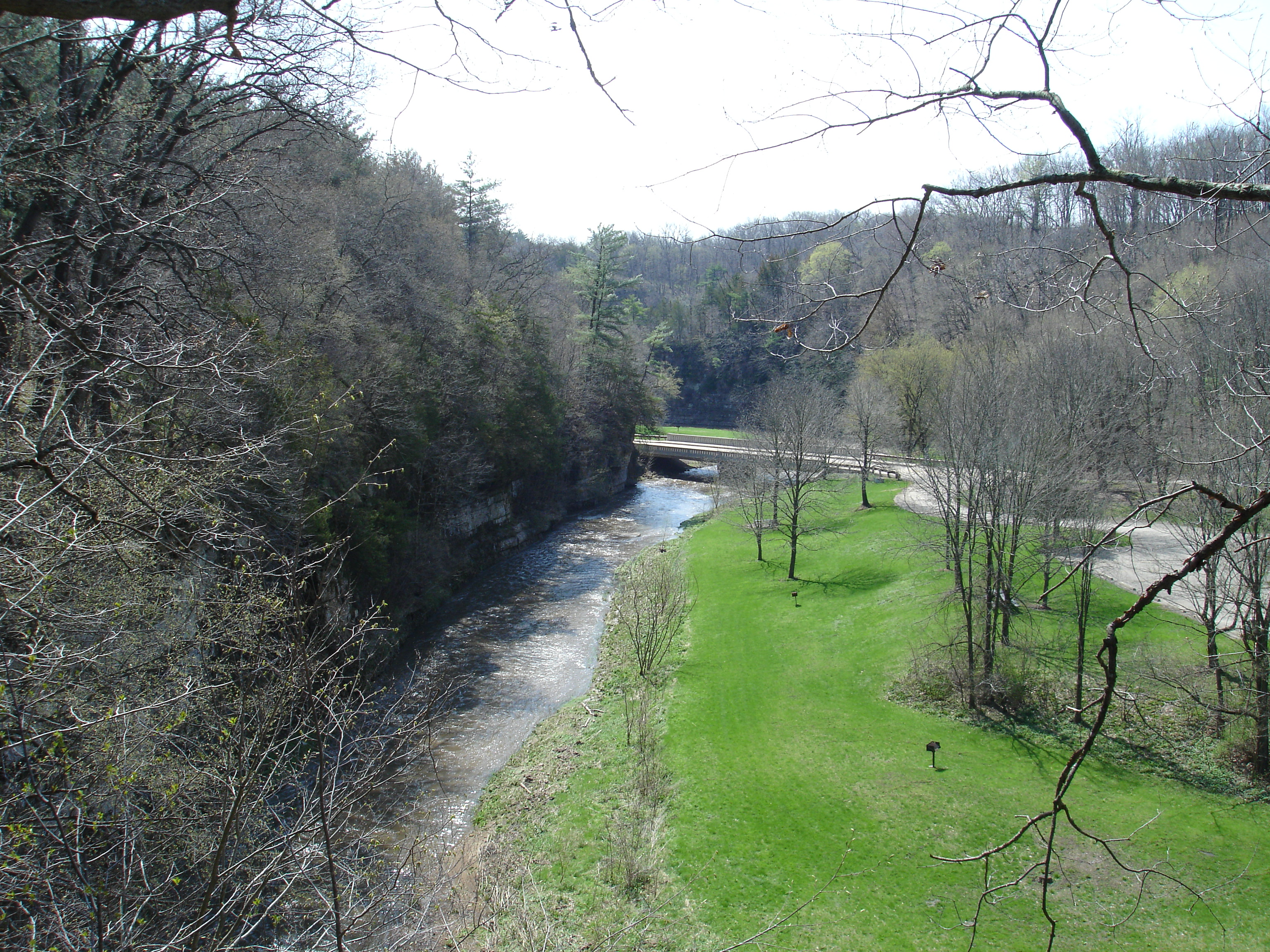
Park stanowy Apple River Canyon

Park stanowy Apple River Canyon – obszar chroniony o statusie parku stanowego, położony w stanie Illinois w Stanach Zjednoczonych. Zlokalizowany jest w hrabstwie Jo Daviess, w pobliżu granicy z Wisconsin. Zajmuje powierzchnię 1,2 km² (297 akrów), obejmującą lesiste wzgórza przecięte malowniczym kanionem uformowanym przez rzekę Apple, lewy dopływ Missisipi.  Wyróżnia się wapiennymi ścianami skalnymi, głębokimi wąwozami, licznymi potokami, szatą roślinną i bogactwem zwierzyny.
Park został założony w roku 1932, a w jego skład wchodzą także tereny łowne Thompson i Salem, rezerwaty leśne Witkowsky, Tapley Woods, Hanover Bluff Natural Area oraz Falling Down Prairie.

## Historia
Francuski ksiądz Henri Joutel, który penetrował dolinę Missisipi w roku 1687 stworzył legendę o bogatych indiańskich kopalniach ołowiu, o których opowiadali mu nieznani Europejczycy "podróżujący do obszarów nad górną Missisipi". Pierwszym białym, który te kopalnie zobaczył, był Nicholas Perrot, francuski odkrywca, dyplomata i handlarz futer, który osiadł na wschodnim brzegu wielkiej rzeki w roku 1690, zaś pierwszym, który próbował je eksploatować, szkocki podróżnik i awanturnik John Law. W oparciu o niesprawdzone dane skłonił grupę francuskich posiadaczy do zainwestowania w przedsięwzięcie o nazwie "Company of the West". Firma powstała w Paryżu w roku 1717 i wkrótce upadła w atmosferze skandalu. Do historii przeszła jako "bańka mydlana Missisipi".
W latach 30. XIX wieku, po odepchnięciu na zachód plemion indiańskich Sauków i Lisów, pojawili się w tej okolicy pierwsi osadnicy i założyli miasto Galena, znaczący wówczas ośrodek wydobywczy, do którego ściągali masowo górnicy. Jedyna droga od strony rozwijającego się Chicago prowadziła przez Apple River Canyon, gdzie – w miejscu obecnego parku – powstała miejscowość Millville, miejsce postojów dyliżansów kursujących z Chicago do Galeny. Dopiero w roku 1854, po wybudowaniu linii kolejowej przebiegającej 7 km na północ od kanionu, miejscowość straciła na znaczeniu, a niszczycielska powódź w roku 1892 zmiotła ją z powierzchni ziemi i dzisiaj jedynym śladem po osadzie są dzikie jabłonie rosnące w lasach.

## Właściwości naturalne parku
Rzeka uformowała kanion przez tysiąclecia. Dziś wapienne i dolomitowe urwiska dominują nad rwącym nurtem, który poodkrywał żyły ołowiu, co legło u podstaw rozwoju regionu. Okoliczne lasy zamieszkują jelenie, wiewiórki, króliki, szopy, orły, jastrzębie i 64 inne gatunki ptaków. Można tu spotkać 14 gatunków mchów, ponad 500 roślin zielnych i 165 gatunków kwiatów.

## Oferta dla turystów
W parku znajdują się cztery założenia piknikowe ze stołami, rusztami do grillowania, wodą pitna i toaletami oraz trzy zadaszone wiaty dla ochrony przed deszczem i wiatrem.
Oferta zawiera również 47 miejsc kampingowo-namiotowych klasy "C"; rezerwacji się nie przyjmuje, więc obowiązuje zasada "kto pierwszy ten lepszy". Wymagane jest natomiast zezwolenie na obozowanie udzielane przez władze parkowe na miejscu.
Polowania są dozwolone w wyznaczonych miejscach i określonych porach roku. Informacji udzielają władze parku oraz jego strona internetowa. Wędkowanie wymaga oddzielnego zezwolenia.
Na terenie parku znajduje się pięć szlaków turystycznych o łącznej długości 4 km.
Sklepik parkowy, otwarty w weekendy od godz. 9 do 17, oferuje podstawowe produkty spożywcze, drewno na opał i lód.

## Dojazd
Park znajduje się w odległości 2,5 godziny jazdy z Chicago. Należy zjechać z autostrady I-90 w Rockford na zachód (droga międzystanowa US Rt. 20). Po przejechaniu ok. 50 mil (80 km) skręcić na północ (droga stanowa Rt. 78) i po dalszych 6 milach (10 km) w lewo na drogę Canyon Rd. Park jest na tych drogach dobrze oznakowany.